# Caio Vianna
Caio Santos Vianna (Campos dos Goytacazes, 8 de dezembro de 1988), é um empresário e político brasileiro, filiado ao PSD. Atualmente é Deputado Federal pelo Rio de Janeiro, tendo antes sido secretário de Ciência, Tecnologia e Inovação de Niterói. É filho do ex-prefeito campista Arnaldo Vianna.

## Biografia
É formado em Gestão Pública e empresário da área de tecnologia e informação. Filiado ao PDT, mesmo partido que o pai Arnaldo, foi candidato a deputado federal em 2018, ficando como primeiro suplente ao receber 21.017 votos. Por duas vezes foi candidato a prefeitura de Campos dos Goytacazes, também pelo PDT, sendo que no pleito de 2020 chegou ao segundo turno, quando foi derrotado por Wladimir Garotinho. Posteriormente, assumiu a secretaria de Ciência, Tecnologia e Inovação de Niterói, onde ficou por quase um ano.
Em 2022, Vianna troca o PDT pelo PSD para novamente se candidatar novamente a deputado federal. Nas urnas, conquistou 36.785 votos e ficou novamente como suplente. Em 2023, no entanto, assume a vaga na Câmara dos Deputados com as licenças de Hugo Leal e Daniel Soranz e as manutenções de Marcelo Calero e Renan Ferreirinha na equipe de secretários da Prefeitura do Rio de Janeiro.

## Desempenho em eleições
| Ano  | Eleição                            | Candidato a      | Partido | Coligação                                    | Votos            | Resultado                |
| ---- | ---------------------------------- | ---------------- | ------- | -------------------------------------------- | ---------------- | ------------------------ |
| 2016 | Municipal de Campos dos Goytacazes | Prefeito         | PDT     | Você Governa (PDT, PSB, PSC, PSDC, PEN, PMN) | 31.360 (11,43%)  | Não eleito               |
| 2018 | Estaduais do Rio de Janeiro        | Deputado Federal | PDT     | Renovar para Mudar (PDT, PSB)                | 21.017 (19,14%)  | Não eleito (1° suplente) |
| 2020 | Municipal de Campos dos Goytacazes | Prefeito         | PDT     | Reviva Campos (PDT, PSL, PL, DC, Patriota)   | 110.094 (47,60%) | Não eleito               |
| 2022 | Estaduais do Rio de Janeiro        | Deputado Federal | PSD     | sem coligação proporcional                   | 36.785 (0,44%)   | Não eleito (3° suplente) |